# Golf von Zula
Der Golf von Zula, auch bekannt als Annesley-Bucht, Baia di Arafali oder Zula Bahir Selat’ē, ist eine Wasserfläche an der eritreischen Küste am Roten Meer.

## Lage
Der Golf von Zula liegt 30 bis 70 km südöstlich von Massaua in der Region Nördliches Rotes Meer. Er befindet sich zwischen den Ortschaften Foro und Zula im Westen und der Buri-Halbinsel im Osten. Am westlichen Ufer des Golfs erheben sich zwei hohe Berge, der Jebel Gedem mit 925 m und der Arbalu mit 2404 m. Dazwischen fließt der Aligide. Die Küste des Golfs ist von Mangroven gesäumt, die sich an den Seiten der Flussmündung befinden. Der Ägyptologe Henry Salt identifizierte Zula als den antiken archäologischen Ort Adulis.
In der Nähe des südlichen Endes des Golfs liegt das Dorf Arafali neben dem erloschenen Vulkan Dola. Von hier aus führen mehrere Straßen in die umliegenden Gebiete. Östlich des Golfs erstreckt sich die Buri-Halbinsel, die größtenteils aus Lavaströmen im Süden und Granit im Norden besteht. An dieser Küste gibt es Saumriffe. Etwa 20 km von Arafali entfernt befindet sich eine Bucht mit einem flachen Strand und einem steilen Anstieg zum Berg Abdur dahinter. Weitere 14 km entfernt liegt die schmale Melita-Bucht mit dem Dorf Macanille.

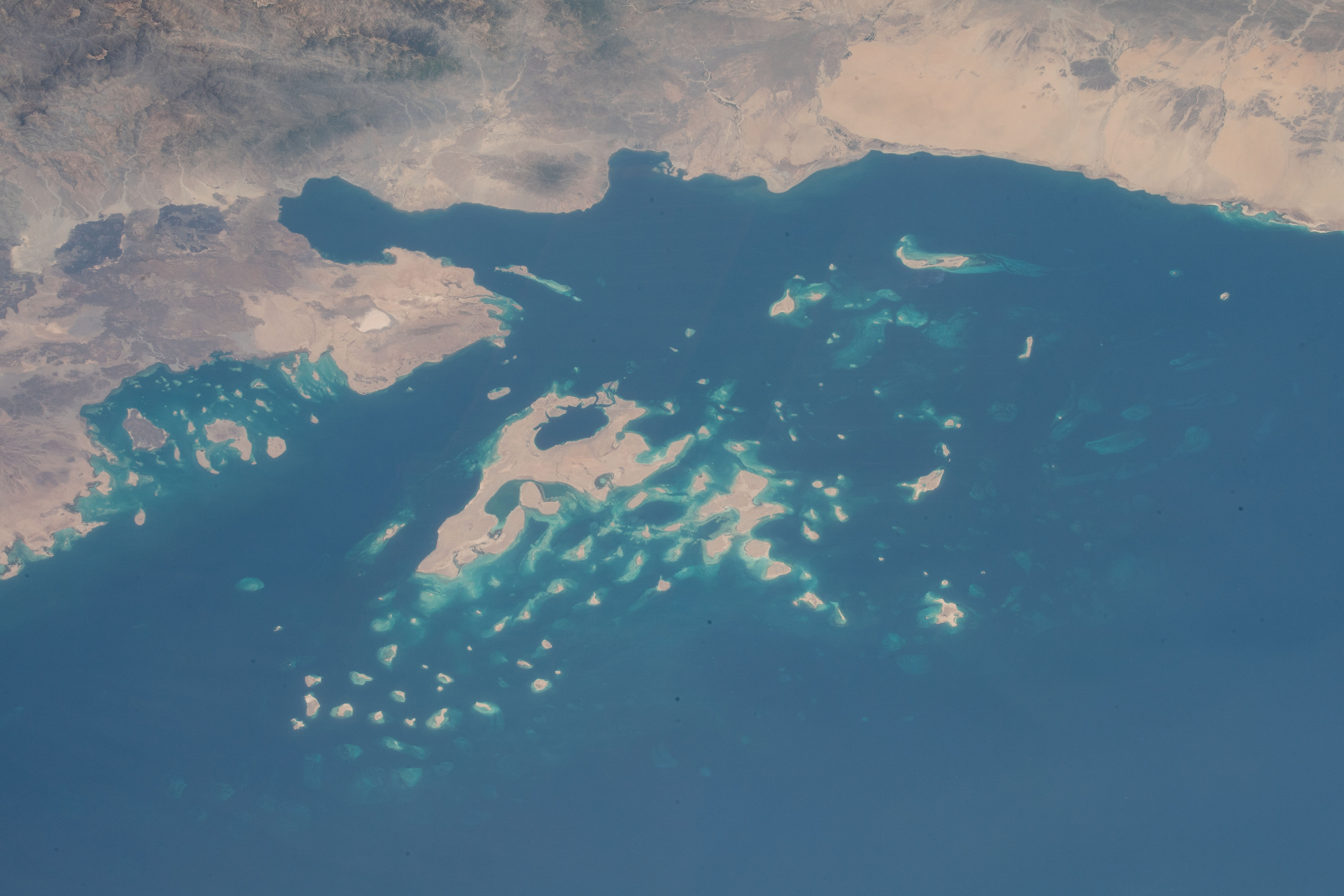
Golf von Zula mit Buri-Halbinsel und dem Dahlak-Archipel (Foto von der Internationalen Raumstation)

## Geologie
Der Golf von Zula ist eine tiefe Bucht, die als Teil eines komplexen Riftsystems entstanden ist, an dem drei tektonische Platten aufeinandertreffen. Das Rift setzt sich landeinwärts bis zur Danakil-Depression fort, einer sandigen Ebene, die 120 m unter dem Meeresspiegel liegt. Der Golf markiert auch die territoriale Grenze zwischen den Saho- und den Afar-Völkern, den beiden vorherrschenden ethnischen Gruppen in dieser Region.